# 海上阻止行動

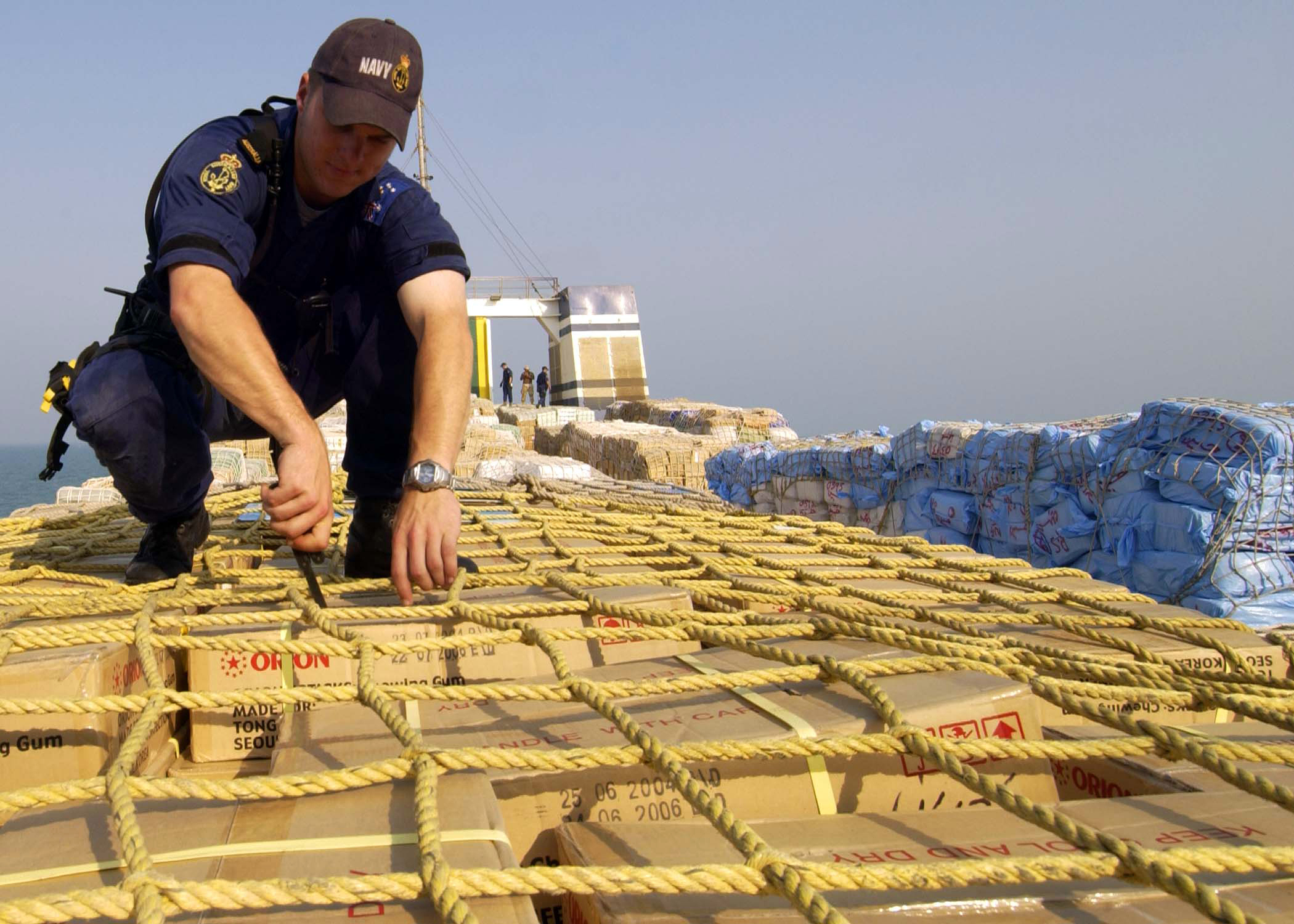
積荷の検査を行うオーストラリア海軍水兵

海上阻止行動（かいじょうそしこうどう、英：Maritime Interdiction Operation、Maritime Interception Operation）は、洋上の立入検査（立検）や臨検を行う目的の軍事的抑止行動を指す。略称はMIOで同じだが、米軍ではイラク戦争とアフガニスタン戦争でそれぞれ目的と対象が異なるため別の名称を使う。イラクではペルシア湾を対象に行われた作戦に後者のMaritime Interception Operationを指し、アフガニスタンではインド洋を対象に行われた作戦のMaritime Interdiction Operationを指す。
2007年現在、アフガニスタンにおけるOEF（不朽の自由作戦）の一環としてインド洋におけるテロリスト及び関連物資の海上移動の阻止、抑止を目的として行われている活動は、総じてOEF-MIOと呼ばれるが、これはOEFに限った作戦名である。海上阻止行動を含む海上の治安維持のための活動を総じて、海上治安活動（Maritime Security Operation: MSO）という。

## ペルシア湾におけるMIO
イラク周辺海域であるペルシア湾におけるMIO（Maritime Interception Operation）は、1990年の8月以降、イラクのクウェート侵攻を受けて一連の安保理決議（決議661号、決議665号、決議687号、決議986号）の履行措置（詳しくは湾岸戦争を参照）として実施され、現在も継続されている。その目的は、イラクからの輸出入を厳格に監視することにある。現在、輸出入は解禁されているがペルシア湾近海を運航する商用船の臨検は引き続き行われている。
イラクにおけるMIOは多国籍軍により行われており、15の国が参加しているが、2002年1月以降、その性格は少し変容する。MIOを主導する米第5艦隊所属のMIF（Multinational Interception Force: 多国籍海上阻止行動部隊）が加わり、その任務内容が強化されたのである。この強化により、イラクにおけるMIOはイラクの港を出入りするすべての商用船に対する立入と臨検を行えるようになった。

## インド洋におけるMIO
アラビア海を中心としたインド洋で行われるMIO（Maritime Interdiction Operation）は、武器・弾薬やテロリスト、資金源となる麻薬などの海上輸送を阻止する活動として、アメリカ中央海軍/第5艦隊との緊密な協力の下に多国籍部隊・合同海上部隊が実施している。この合同海上部隊が統括する第150合同任務部隊（Combined Task Force 150,CTF150）にはアメリカ海軍も艦艇を派遣しているほか、日本を含めた9カ国が参加している。発足当初、その指揮は仏、和蘭、英、加、パキスタンの海軍がそれぞれ持ち回りで執っていたが、徐々に参加国が増え、2008年10月現在、部隊の指揮権はデンマークに移っている（CTF 150における日本の活動については自衛隊インド洋派遣を参照）。

### 参加国
2008年10月現在、OEF-MIOには次の9カ国が参加している。
1. アメリカ合衆国
2. イギリス
3. オランダ
4. デンマーク
5. ドイツ
6. 日本（※但し指揮下には入らず）
7. ニュージーランド
8. パキスタン
9. フランス

### 指揮系統
OEF-MIOの司令部である合同海上部隊（Combined Martime Forces: CMF）はバーレーンにあり、第5艦隊司令官が兼任でその統括を務める。尚、日本政府によれば、OEF-MIOとOEF-A（アフガニスタン）本体の指揮系統は異なる。

#### 歴代司令官
| 氏名（日）                          | 氏名（英）                     | 任期                        |
| ----------------------------------- | ------------------------------ | --------------------------- |
| デイビッド・C・ニコルス・JR海軍中将 | Vice Adm. David C. Nichols Jr. | 2005年11月3日-2007年2月27日 |
| ケヴィン・J・コスグリフ海軍中将     | Vice Adm. Kevin J. Cosgriff    | 2007年2月27日-2008年7月5日  |
| ウィリアム・ゴートニー海軍中将      | Vice Adm. William E. Gortney   | 2008年7月5日-               |

#### 歴代指揮官
| 出身国     | 氏名（日）                           | 氏名（英）                     | 任期                        |
| ---------- | ------------------------------------ | ------------------------------ | --------------------------- |
| フランス   | ジャン＝ルイ・ケリニアール海軍少将   | Rear Adm. Jean-Louis Kerignard | 2008年2月3日 -2008年6月3日  |
| カナダ     | ボブ・ダビッドソン海軍代将           | Comm. Bob Davidson             | 2008年6月3日 -2008年9月15日 |
| デンマーク | ペル・ビガム・クリステンセン海軍代将 | Comm. Per Bigum Christensen    | 2008年9月15日-              |